# João Pedro Tavares Trigueiros
João Pedro Tavares Trigueiros CvA • OA • ComA • GCA • MOCE (Oliveira do Hospital, 5 de Outubro de 1831 - Lisboa, 27 de Fevereiro de 1902) foi um militar e engenheiro português.

## Biografia

### Nascimento
Nasceu a 5 de Outubro de 1831, na localidade de Oliveira do Hospital.

### Carreira militar
Assentou praça em 5 de Setembro de 1845, tendo obtido as patentes de Alferes em 1851, Tenente em 1854, Capitão em 1863, Major em 1875, Tenente-Coronel em 1879, General de Brigada em 1890, e General de Divisão em 1895; em data desconhecida, passou à reforma por ter atingido o limite de idade.

### Carreira profissional
Em 1898, foi um dos engenheiros que formaram a comissão técnica responsável pela elaboração do Plano da Rede Complementar ao Sul do Tejo.
Exerceu as funções de administrador, por parte do governo, e engenheiro da rede ferroviária a Sul do Rio Tejo, entre 1876 e 1898, conselheiro, membro da Associação dos Engenheiros Civis Portugueses, inspector-geral do Corpo de Engenheiros de Obras Públicas, vogal do Conselho Superior de Obras Públicas e Minas e da administração dos Caminhos de Ferro do Estado, e colaborador na Gazeta dos Caminhos de Ferro.
Notabilizou-se pelo seu trabalho na construção e planeamento da Linha do Sul, em especial no troço entre Faro e Olhão, onde enfrentou várias dificuldades com a passagem da linha em redor da capital algarvia.

### Morte
Morreu em 1902, vítima de uma congestão, problema do qual já sofria há algum tempo.

## Homenagens e condecorações
Foi condecorado como Cavaleiro, Oficial, Comendador e Grâ-Cruz da Real Ordem Militar de São Bento de Avis e com a Medalha de Ouro de Comportamento Exemplar; recebeu, ainda, uma homenagem por parte dos trabalhadores da companhia dos Caminhos de Ferro do Sul e Sueste, aquando da sua saída do cargo de director daquela empresa
Em 1901, um dos rebocadores colocados ao serviço nesse ano no Serviço Fluvial de Sul e Sueste, que assegurava as ligações entre as margens Sul e Norte do Rio Tejo, foi denominado de Tavares Trigueiros, em sua homenagem.